# 装甲回収車

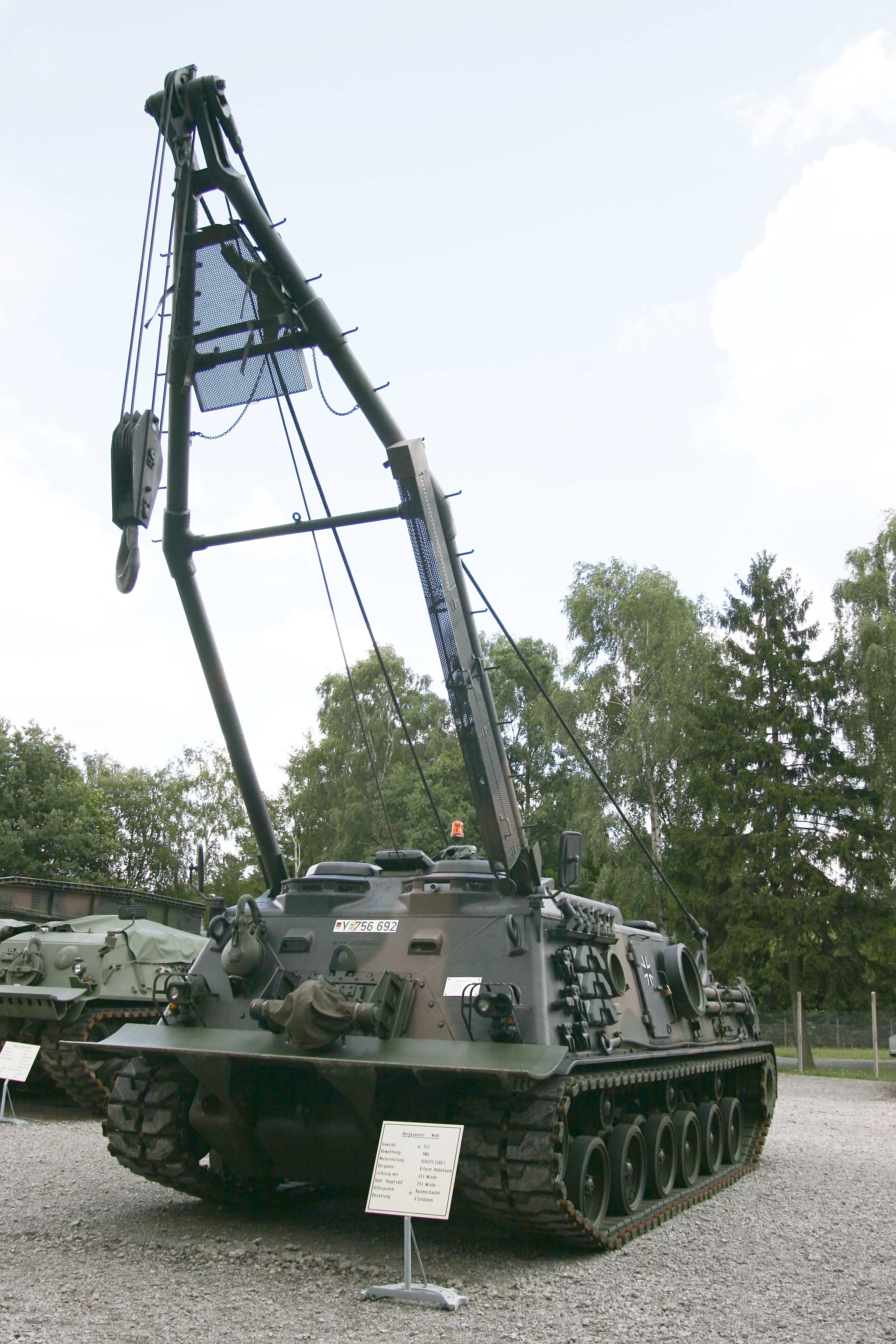
M88装甲回収車

装甲回収車（そうこうかいしゅうしゃ、Armoured Recovery Vehicle, ARV）は、戦場で破損したり、鹵獲した戦車などの軍用車両を回収するための車両である。
戦車回収車（せんしゃかいしゅうしゃ、Tank Recovery Vehicle, TRV）あるいは装甲戦車回収車（そうこうせんしゃかいしゅうしゃ、Armoured Tank Recovery Vehicle, ATRV）ともいう。特に、戦車の派生型として開発されたり改装されたりしたものは「回収戦車（Recovery Tank）」とも呼ばれる。また、戦車のエンジン交換など整備を行えるものもあるが、その場合は装甲修理回収車（そうこうしゅうりかいしゅうしゃ、Armoured Repair & Recovery Vehicle, ARRV）と呼ぶこともある。

## 歴史
装甲車両の回収作業に同種の車両を使用することは第一次世界大戦に「戦車」が実戦投入される以前、「装甲車」というものが開発された際から行われており、車両牽引用のタグロープや牽引具は装甲車両の必需品でもあった。第一次大戦にて「戦車」が開発されて実戦に投入されると、それまでの装甲車両に比べて遥かに大重量と複雑かつ過重気味の機構を持つ戦車は、戦闘損傷以前に機械故障や軟弱な地盤で擱坐するなどで行動不能になることが多く、第一次大戦後、「戦車（機甲）部隊」が各国で整備されるようになると、様々な理由により行動不能になった車両を回収・修理するための装備もまた重要であるとして、主に装甲車両を回収するための牽引車両として大型の半装軌車（ハーフトラック）や四-六輪の大型トラックがそれらの部隊に配備された。
第二次世界大戦が始まって急速に戦車その他の装甲車両が進歩すると、特に戦車の車体重量の増加は著しく、従来の車両回収用に使用されてきた装備では回収作業が困難となり、複数の車両を使用してやっと1両の戦車を回収できる、という状況が多く発生するようになった。それに従い、エンジン出力と牽引車重、踏ん張りの強い走行装置があるものとして、戦車を改造した「回収戦車」が開発・製造されるようになり、また、砲塔を損傷した戦車から砲塔を取り外して牽引用ワイヤーなどの装備を追加搭載した、という現地急造の回収車両も多数製作された。
第二次大戦中、また戦後には装甲戦闘車両（AFV）として戦車の他にも自走砲・装甲兵員輸送車など多種多様なものが開発され、それらを支援するための装甲回収車もまた、戦車や装甲車の発展型として多種が開発され、機械化された部隊の運用において必須の装備として用いられている。
なお、軍において運用されている他にも、退役した後に重量物牽引車や装軌式クレーン車として民間に払い下げられて使われている例も多く、このため、軍用車両としての装備を外したものがいわゆる「重機」（建設機械）として登録・使用されている車両も数多く存在する。

## 構造
第二次世界大戦頃までは余剰車両や旧式化した車両の再生品として製作されることが多かった車種だが、近年は回収対象となる車両の派生型として当初から開発されることが多く、機動性能を統一して部隊全体の機動性を向上させることに主眼が置かれている。また、回収対象となる車両と同一の車体を持つことは、部隊の保管している予備部品が尽きた際も、"共食い整備"によって戦闘車両の稼働能力を維持することも視野に入れられている。
装甲回収車として開発されたものは各種とも概ね同じ構造となっており、基体となる車両の砲塔などの戦闘装備を取り払って一体型の密閉型戦闘室を設置し、起重機や巻上げ機などの吊上・索引設備を備えていることが通例である。回収作業時の安定性を増すための駐鋤（ちゅうじょ、英語ではSpade）が装備されていることも多い。
車両の修理・整備に用いられる関係上、車体各所にはスペアパーツが大量に装備されており、車両によっては予備のエンジンなどを運搬する際に使用する架台をエンジンデッキ上などに設置していることもある。また、装甲修理回収車（ARRV）とも呼ばれる車両は、溶接機材、コンプレッサーなどの各種整備機材を搭載している。

## 特殊型
通常の装甲回収車の他にも、特殊な状況で回収作業を行うための特殊装備を持つ装甲回収車両が何種か存在する。

### BARV
Beach　Armoured Recovery Vehicle，「海岸用装甲回収車」の略で、上陸作戦の際に波打ち際での車両回収や小型の上陸用舟艇の離岸といった作業を行うための車両である。砲塔を外した戦車の車体の水密を強化し、給排気系統を延長して水陸両用能力を持たせ、車上に舟形の構造物を設置して車体が水没した状態でも行動できるようにしたもので、水中での作業のために潜水具を装備する水中作業員（ダイバー）が同乗している。
BARVはイギリス軍によりM4 シャーマン中戦車の特殊派生型の一つとしてノルマンディー上陸作戦に備えて開発されたもので、1950年には後継としてセンチュリオン戦車の車体を用いたものが開発され、 "FV 4018 Centurion BARV(CEBARV)"の名称が与えられている。この車両はフォークランド戦争にも参加しており、2005年まで運用されていた。2003年には牽引／押出能力と水中行動能力を強化したレオパルト1の車体に船舶の操舵室に似た構造物を搭載した車両が"Future Beach Recovery Vehicle" (FBRV)の計画名称で開発され、"Hippo BRVの名称で装備された。
イギリスの他、オーストラリアはブルドーザー（もしくはトラクター）を改装したBARVを独自に製作した他、グラント中戦車の車体を流用してシャーマンBARVに準じた構成の車両とした"M3 BARV"を製造し、この車両は1950年から1970年に老朽化により退役するまで運用された。また、オランダ海兵隊は2003年よりHippo BRVに類似したレオパルト1戦車ベースのBRVを"BullDog BAV"の名称で装備している。

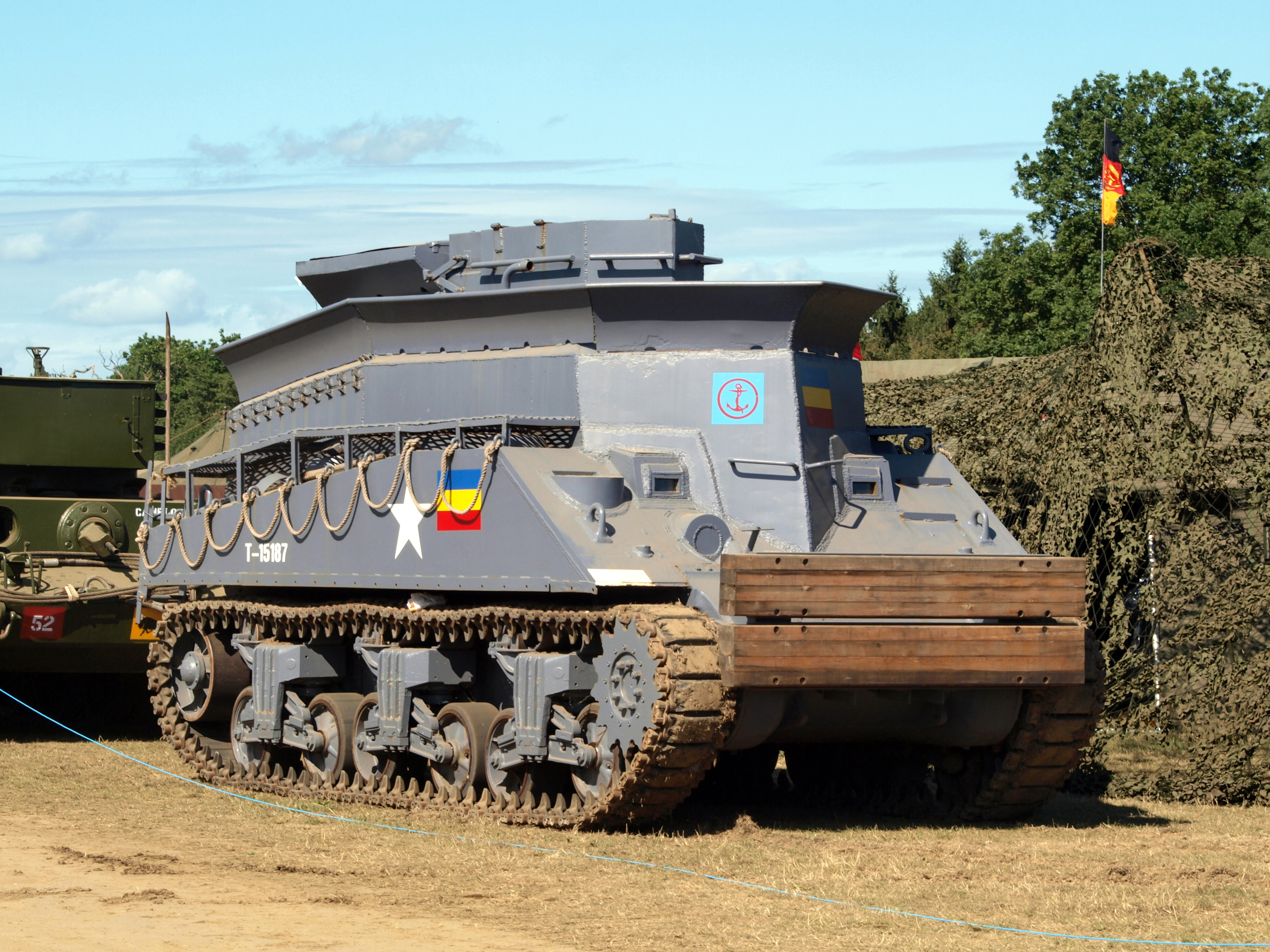
シャーマンBARV
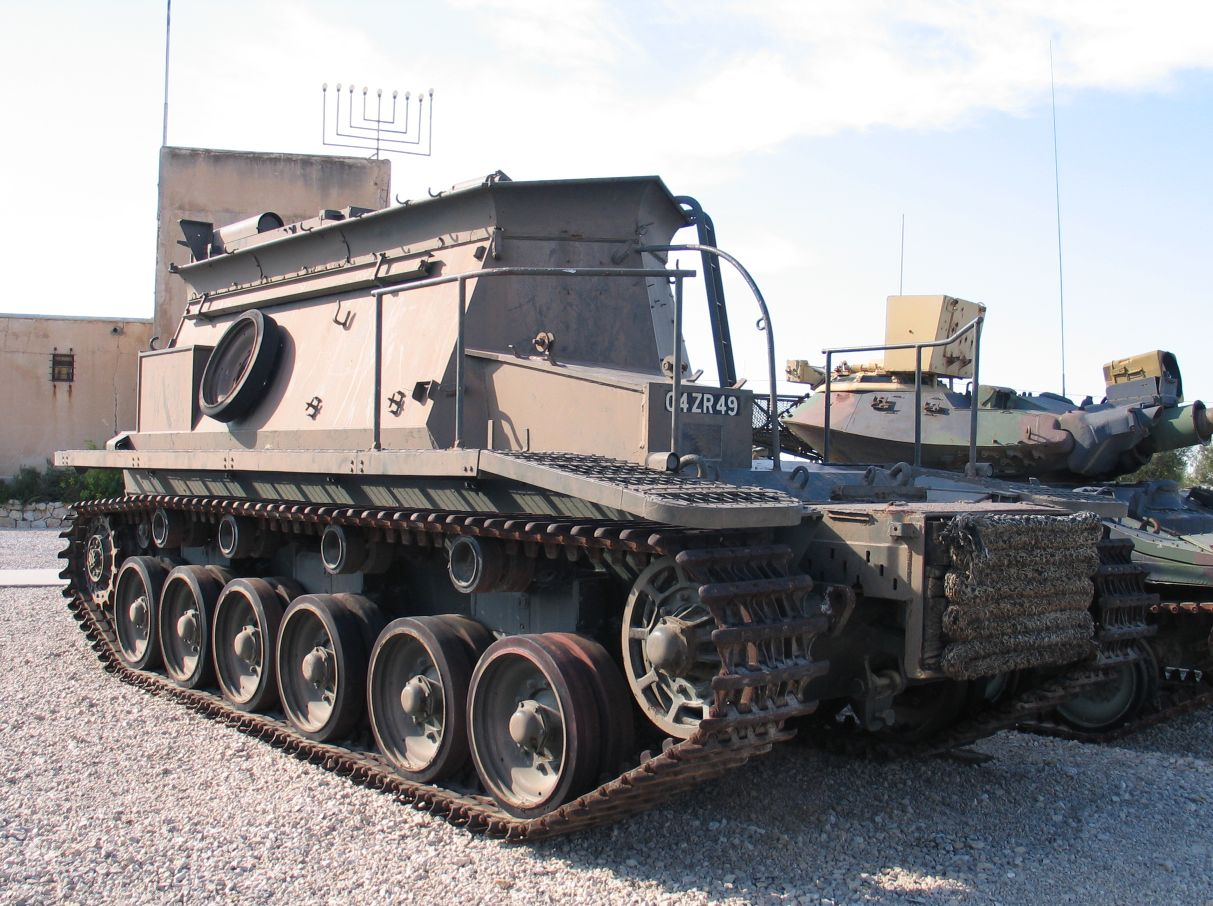
センチュリオンBARV
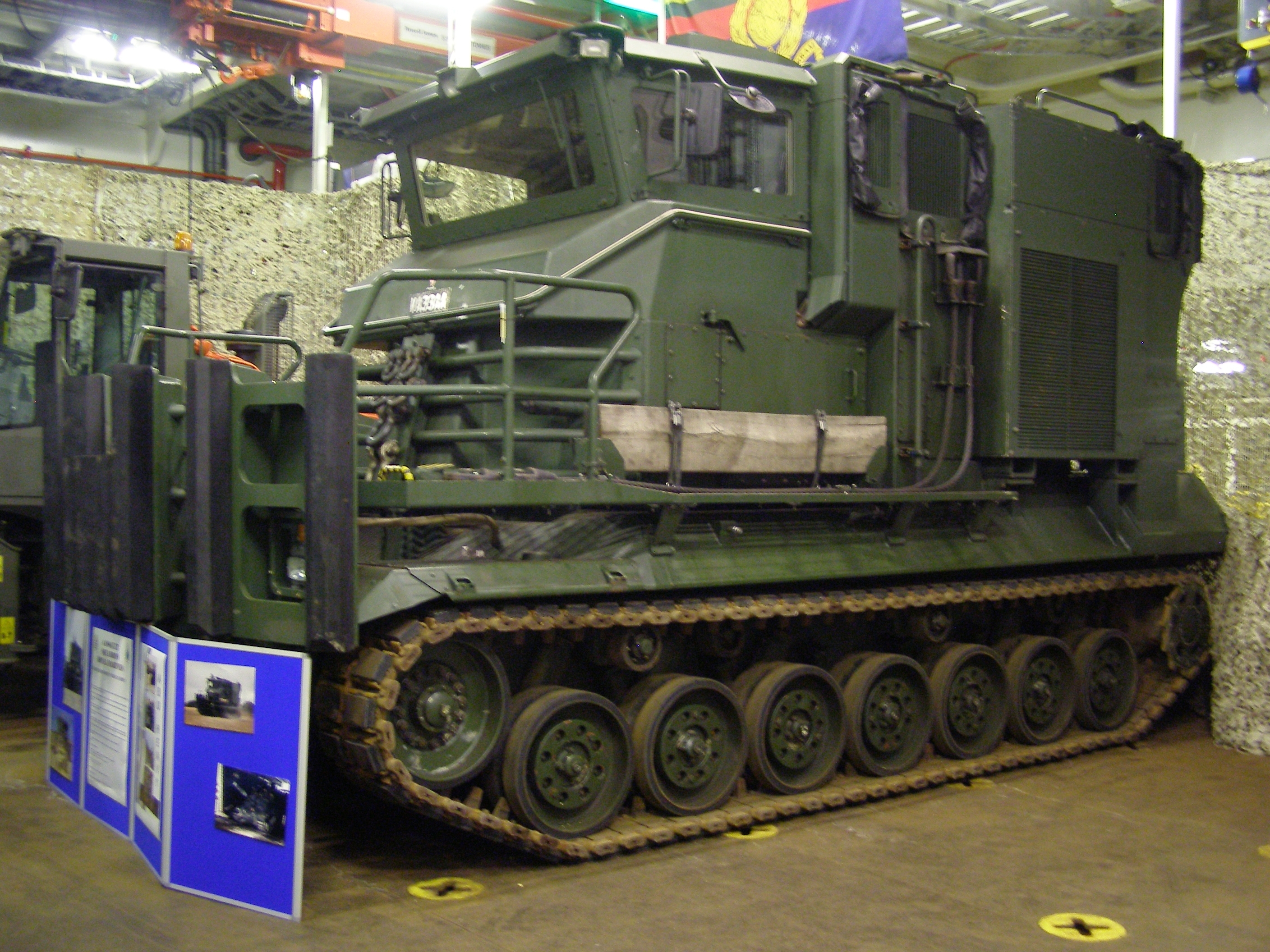
Hippo BRV
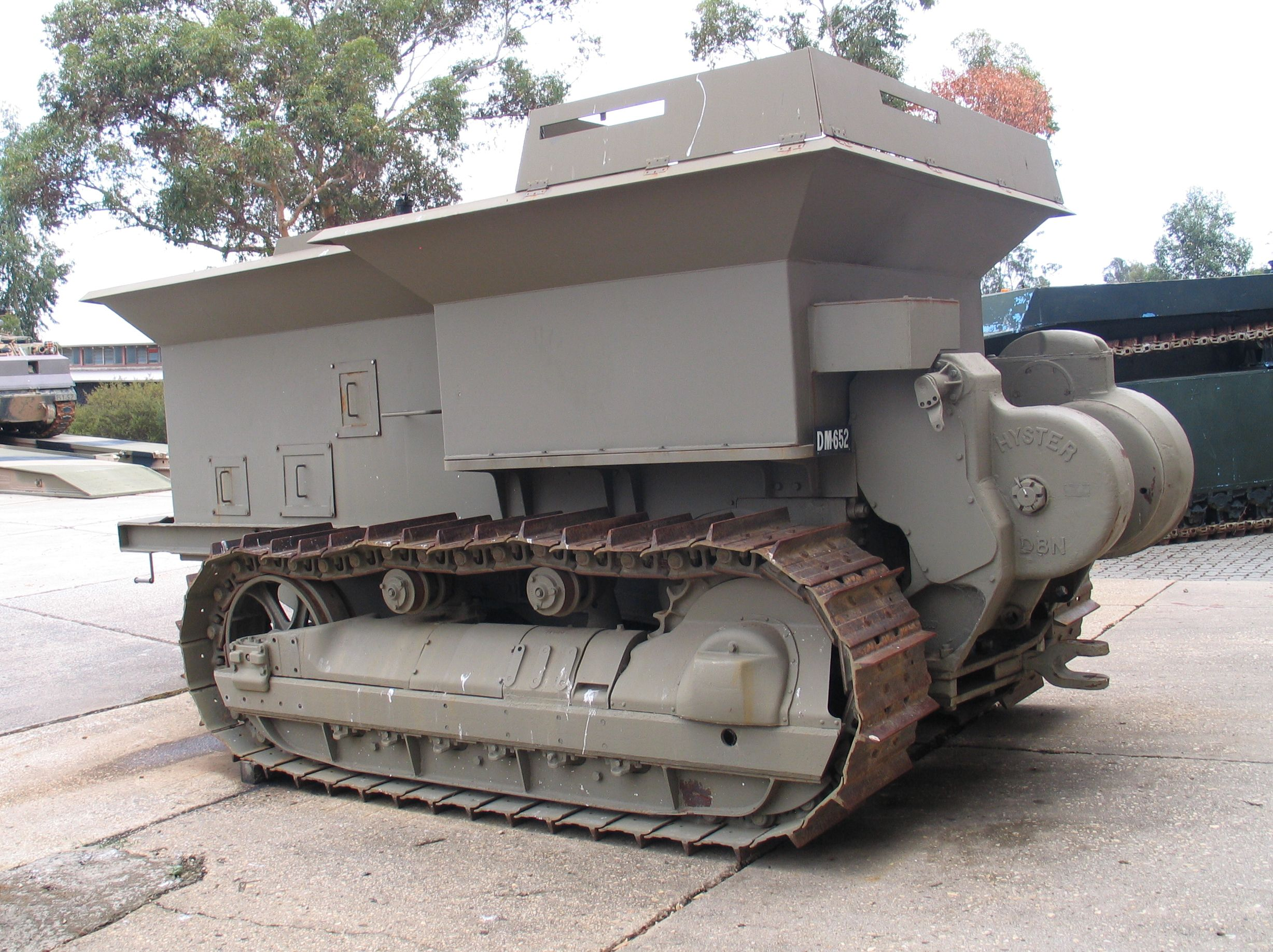
オーストラリア軍が製作した、ブルドーザー改造BARV
後方左側より[4]
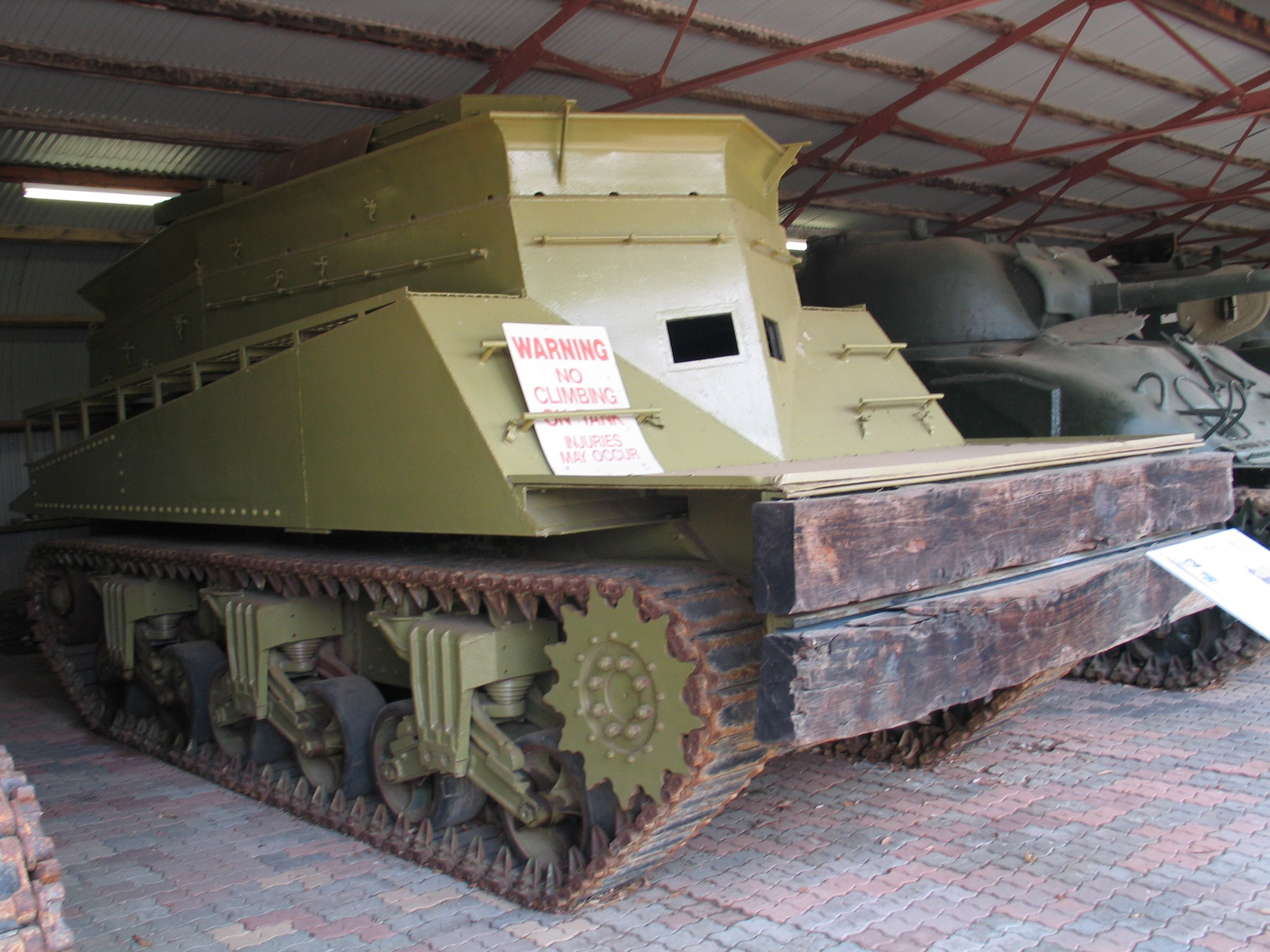
オーストラリアの M3 BARV
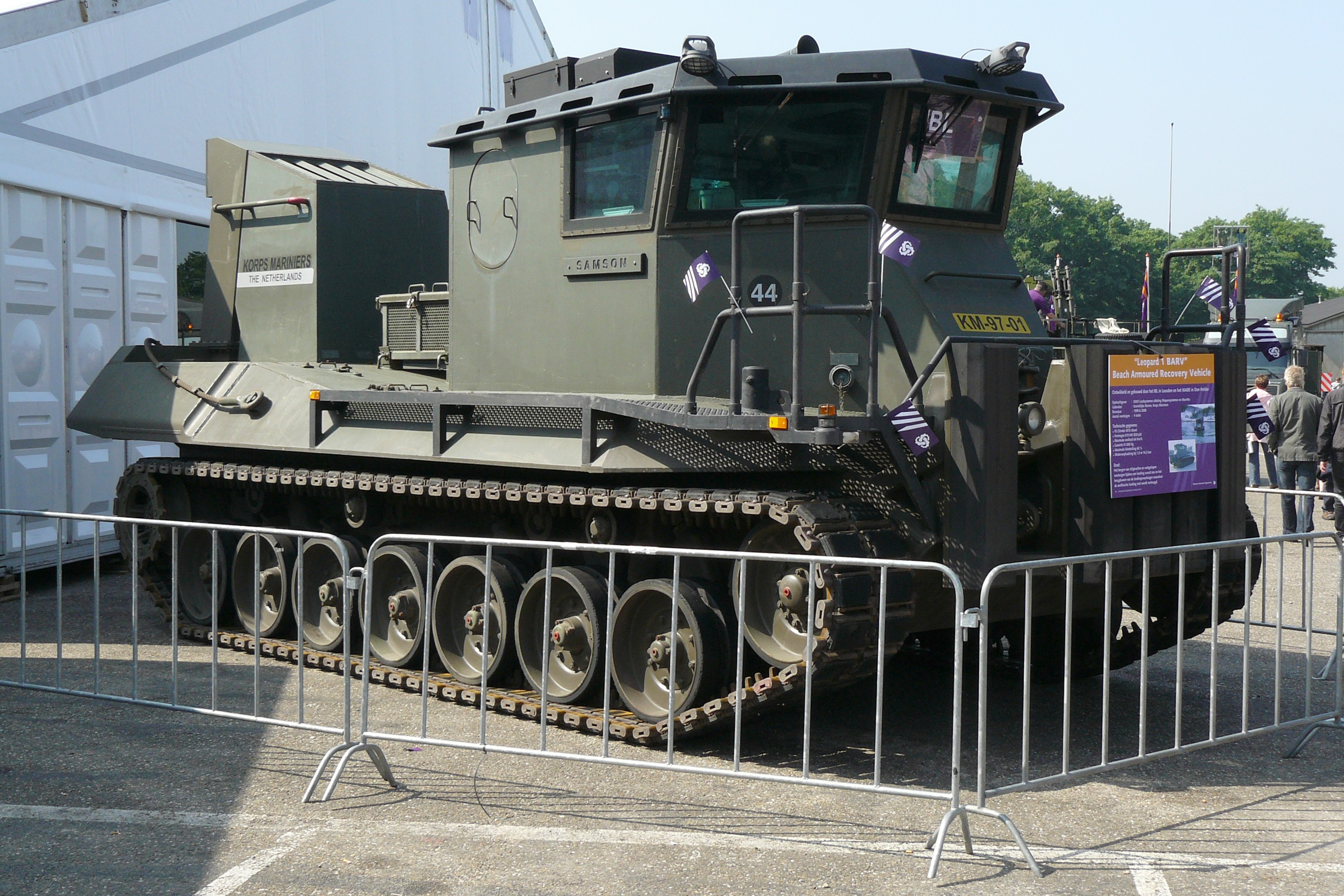
オランダのBullDog BAV

### LVTR／AAVR
Landing　Vehicle　Tracked　Recovery、「装軌式回収上陸車」の略で、水陸両用車両部隊に随伴する装甲回収車として海岸及び陸上での回収作業と車両整備作業を行うための車両で、アメリカのLVTP-5およびLVTP-7水陸両用装甲車の派生型として開発された。
両車とも折り畳み式のクレーンおよび牽引用ウインチと発電機（溶接機などの電源として用いられる）、エアコンプレッサーなどの回収・整備機材を搭載しており、基体車両と同じく水上/海上航行が可能である。
1985年に「LVTP」の制式記号は「AAV（Amphibious　Assault Vehicle：水陸両用強襲車）」に改められたため、それに伴って「LVTR」の制式記号も「AAVR（Amphibious　Assault Vehicle　Recovery：水陸両用強襲回収車）」に改称されている。

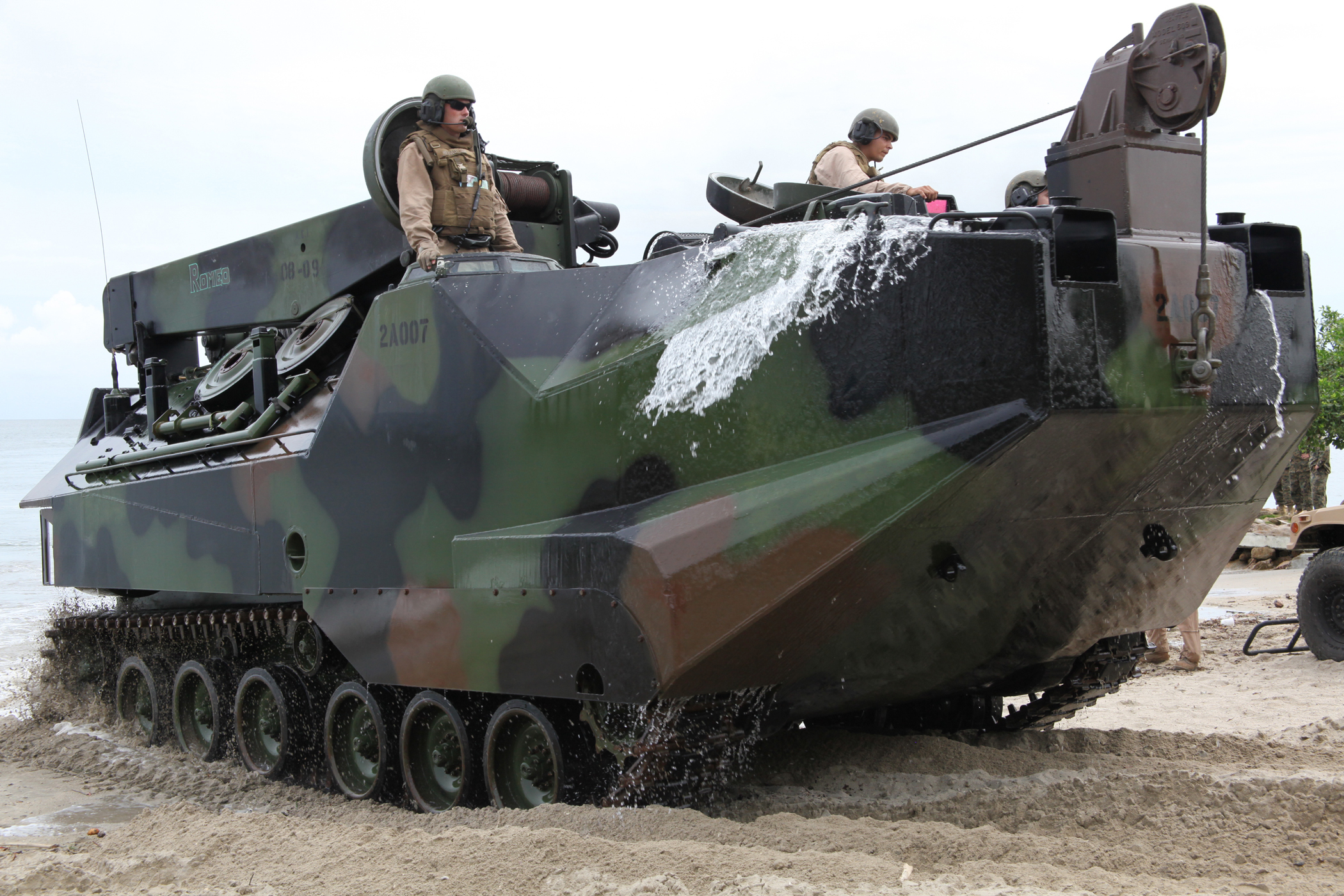
AAVR7A1

## 主な装甲回収車
（）は基になった車輌
 アメリカ合衆国
- M31戦車回収車（M3中戦車）
- M32戦車回収車（M4中戦車）
- M806装甲回収車（M113 APC）
- M88装甲回収車（M48戦車）
- M578軽回収車（M107/M110自走砲）
- AAVR7A1（AAV7水陸両用装甲車）

 イギリス
- センチュリオン ARV（センチュリオン戦車）
- チーフテン ARRV（チーフテン戦車）
- FV106 サムソン（CVR（T））
- CRARRV（チャレンジャー1/2戦車）

 イスラエル
- メルカバARV（メルカバ戦車）

 ウクライナ
- BREM-2（BMP-1 IFV）
- BREM-64（T-64戦車）
- BREM-84（T-80UDまたはオプロート）

 オーストラリア
- M113 Fitter装甲回収車

 オーストリア
- グライフ装甲回収車（ドイツ語版）（SK105キュラシェーア軽戦車）

 ソビエト連邦
- BTT（ISU-152自走砲）
- BTS（T-55戦車）
- BTP（BTR-60 APC）
- BTR-2（BTR-60 APC）
- BTR（BTR-70 APC）

 ドイツ
- ベルゲパンツァー2（ドイツ語版）（レオパルト1戦車）
- ベルゲパンツァー3 ビュッフェル（ドイツ語版）（レオパルト2戦車）

 日本
- 70式戦車回収車
- 78式戦車回収車（74式戦車）
- 90式戦車回収車（90式戦車）
- 11式装軌車回収車（10式戦車）

 フランス
- AMX-30D戦車回収車（AMX-30戦車）
- DNG/DCL戦車回収車（ルクレール戦車）